# Silnice I/21

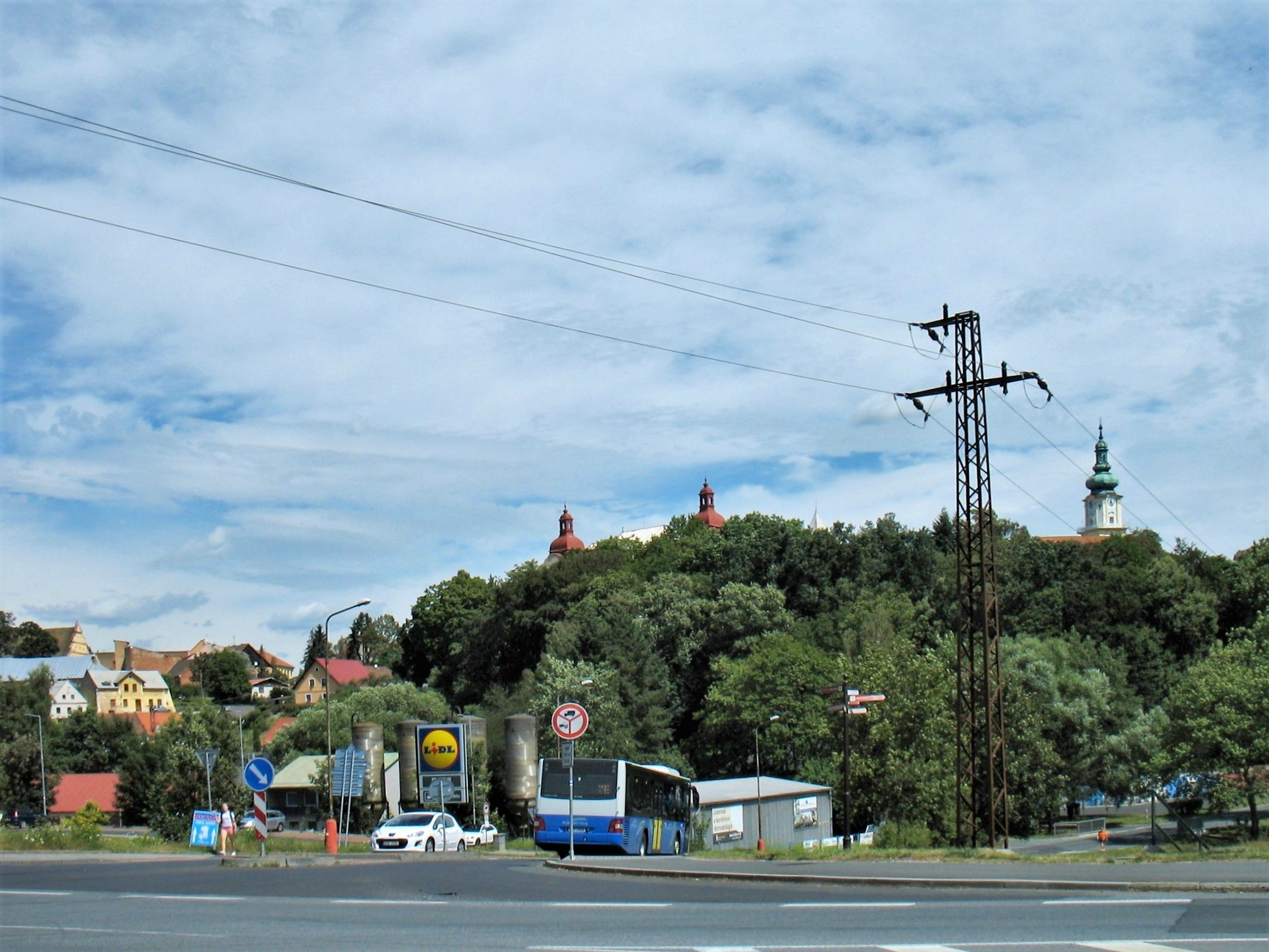
Pohled od křižovatky silnice I/21 na město Planá v okrese Tachov

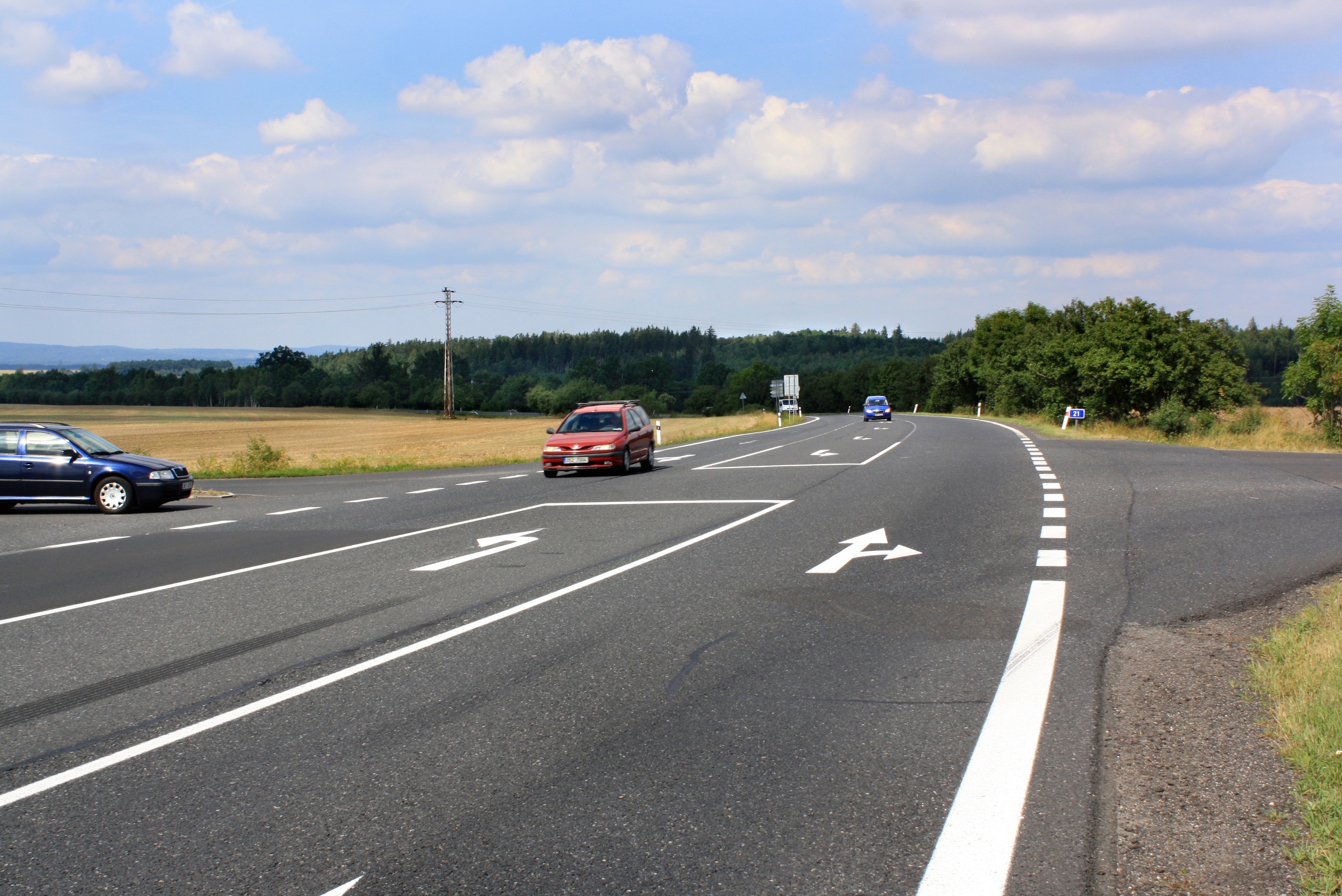
Silnice I/21 blízko Jesenické přehrady u Chebu

Silnice I/21 je česká silnice I. třídy spojující hraniční přechod Vojtanov nedaleko Chebu s dálnicí D5 (Exit 128 – Nová Hospoda). Je dlouhá 60,928 km.
Silniční tah propojuje Karlovarský a Plzeňský kraj a jejich páteřní komunikace D6 a D5. V úseku Cheb – Vojtanov (státní hranice) je po I/21 vedena evropská silnice E49. Zbylá část silnice I/21 je pro E49 alternativní trasou (v úseku Cheb – Plzeň s využitím D5 je oproti trase přes Karlovy Vary kratší a podstatně rychlejší).

## Vedení silnice

### Plzeňský kraj

#### Okres Tachov
- Nová Hospoda – exit 128 z dálnice D5, napojení II/200
- křížení s II/199
- obchvat Kočov (okres Tachov)
- obchvat Brod nad Tichou
- obchvat Planá (napojení II/198, II/201, II/230)
- Chodová Planá (napojení II/201, II/230)

### Karlovarský kraj

#### Okres Cheb
- obchvat Trstěnice
- obchvat Drmoul
- obchvat Velká Hleďsebe (přivaděč Mariánské Lázně)
- Stará Voda (přivaděč Lázně Kynžvart)
- obchvat Dolní Žandov
- obchvat Okrouhlá
- hráz vodní nádrže Jesenice
- peáž s D6 mezi exitem 162 a 169, napojení E49, obchvat Cheb
- obchvat Františkovy Lázně
- napojení I/64
- Vojtanov

#### státní hranice
- CZ / D
- pokračuje jako silnice B92 směr Bad Brambach a Plavno.

### Dřívější trasa
Do roku 1997 byla silnice č. 21 značně delší a vedla z Plané přes Stříbro, Stod a Přeštice až do Nepomuku, kde se napojovala na silnici č. 20. V celém tomto úseku je nyní degradována na silnici II/230, která nahrazuje i část někdejší silnice I/24.
Původně také vedla silnice č. 21 do Aše místo na hraniční přechod Vojtanov.

## Modernizace silnice
| Číslo | Název                          | Délka  | Kategorie      | Zahájení výstavby | Uvedení do provozu | Křižovatky    |
| ----- | ------------------------------ | ------ | -------------- | ----------------- | ------------------ | ------------- |
| K66   | Horní Lomany                   | —      | 11,5/80 9,5/80 | plánováno 2026    | plánováno 2026     |               |
| K51   | Velká Hleďsebe                 | 2,6 km | 11,5/80        | 12/2008           | 06/2011            |               |
| K50   | Trstěnice – Drmoul             | 5 km   | 11,5/80        | 03/2018           | 06/2020            |               |
| P55   | Planá–Trstěnice, přeložka      | 7,9 km | 11,5/80        | plánováno 2028    | plánováno 2031     | Chodová Planá |
| P53   | Nová Hospoda-Kočov, I. stavba  | 4,1 km | 11,5/80        | 10/2008           | 04/2011            |               |
| P54   | Nová Hospoda-Kočov, II. stavba | 2,9 km | 11,5/80        | 12/2017           | 06/2020            |               |